# Gunnel Vallquist
Gunnel Vallquist, född 19 juni 1918 i Sankt Matteus församling, Stockholm, död 11 januari 2016 i Bromma distrikt, Stockholm (begravd i Vilske-Kleva, Västergötland), var en svensk författare, översättare och kritiker. Hon var ledamot av Svenska Akademien sedan 1982, och tilldelades professors namn 1981.
Som Vallquists magnum opus brukar räknas den svenska översättningen av Marcel Prousts På spaning efter den tid som flytt, utgiven 1965–1982. Hon var katolik, och hennes egen produktion bestod framför allt av essäer och böcker i religiösa ämnen. Viktig var också hennes rapportering från Andra vatikankonciliet, i form av tidningsreportage och dagböcker, Dagbok från Rom i fyra delar publicerade 1964–1966.

## Biografi
Gunnel Vallquist föddes 1918 i Stockholm som dotter till överstelöjtnanten Johan Gunnar Vallquist (1892–1938) och översättaren Lily Vallquist, född Söderberg. Hon gifte sig arton år gammal, 1936, med yrkesofficeren Folke Diurlin; de skildes 1939 och Vallquist gifte aldrig om sig. Efter studier i romanska språk, litteraturhistoria och nordiska språk vid Uppsala universitet blev hon filosofie magister 1946.
Efter studierna flyttade hon till Frankrike och kom där i kontakt med den svenske författaren Sven Stolpe. Vallquist hade vid det laget konverterat till katolicismen, och sedan åren som student börjat skriva för romersk-katolska tidskrifter. Från Frankrike fortsatte hon sitt arbete som kulturskribent och essäist vid bland annat Bonniers litterära magasin, Dagens Nyheter och Svenska Dagbladet från 1952. Hennes magnum opus, översättningen av Marcel Prousts På spaning efter den tid som flytt, påbörjade hon år 1950. Som kulturskribent kom Vallquist att introducera en del fransk litteratur till Sverige.
Under ett par år på 1950-talet var Vallquist bosatt i Rom. Hon påbörjade där en biografi över Giorgio La Pira, en florentinsk förgrundsgestalt under den katolska efterkrigstiden.
Vallquists första bok, Något att leva för (1956), var en essäsamling. Även hennes övriga utgivna böcker har bestått av sakprosa, men med tiden med tilltagande skönlitterära stråk. I sin Dagbok från Rom (fyra band, 1964–1966) rapporterade hon från Andra Vatikankonciliet, katolska kyrkans omvälvande kyrkomöte. Centrala kyrkopolitiska och aktuella teologiska spörsmål har varit återkommande ämnen för Vallquists författarskap.
Vallquist invaldes i Svenska Akademien 1 april 1982 och tog sitt inträde 20 december samma år. Hon efterträdde författaren Anders Österling på stol nr 13. I maj 2016 meddelades det att Vallquist skulle komma att efterträdas i Svenska Akademien av Sara Stridsberg; när så också skedde blev hon den första kvinnliga akademiledamot som efterträtts av en annan kvinna.

## Priser och utmärkelser
- 1958 – Boklotteriets stipendiat
- 1960 – Författarnas pris till kritiker
- 1966 – Elsa Thulins översättarpris
- 1966 – Letterstedtska priset för översättningen av Marcel Prousts På spaning efter den tid som flytt
- 1972 – Deverthska kulturstiftelsens stipendium
- 1975 – Natur & Kulturs kulturpris
- 1976 – Teologie hedersdoktor vid Lunds universitet
- 1981 – Professors namn av Sveriges regering
- 1982 – Ledamot av Svenska Akademien
- 1984 – Letterstedtska priset för översättningen av den avslutande sjunde delen av Prousts På spaning efter den tid som flytt
- 1985 – Stiftelsen Natur & Kulturs översättarpris
- 2005 – Litteris et Artibus

### Översättningar (urval)
- Georges Bernanos: Den våldtagna (Nouvelle histoire de Mouchette) (Norlin, 1948)
- René Descartes: Descartes (i urval och med inledning av Paul Valéry. Bonnier, 1950)
- Georges Simenon: Min vän kommissarie Maigret (Mon ami Maigret) (Bonnier, 1952)
- Marguerite Yourcenar: Kejsar Hadrianus' minnen (Mémoires d'Hadrien) (Forum, 1953)
- Simone Weil: Att slå rot (L'enracinement) (Bonnier, 1955)
- Marcel Proust: På spaning efter den tid som flytt (À la recherche du temps perdu) (Bonnier, 1964–1982)
- Paul Claudel: Korsets väg (Le chemin de la croix) (översatt tillsammans med Olov Hartman, Proprius, 1983)
- Isak Syriern: Andliga tal (Proprius, 1992)